# Burgstaller János
Burgstaller János Kristóf (Pozsony, 1674 – 1758) a pozsonyi patríciusok és a városi tanács befolyásos tagja. 1702-ben a pozsonyi kereskedőcéh tagja lett. 1728-41-ben pozsonyi szenátor és pozsonyi bíró, 1741-ben Mária Terézia koronázásán küldött volt. Sokáig a pozsonyi evangélikus egyház felügyelője.

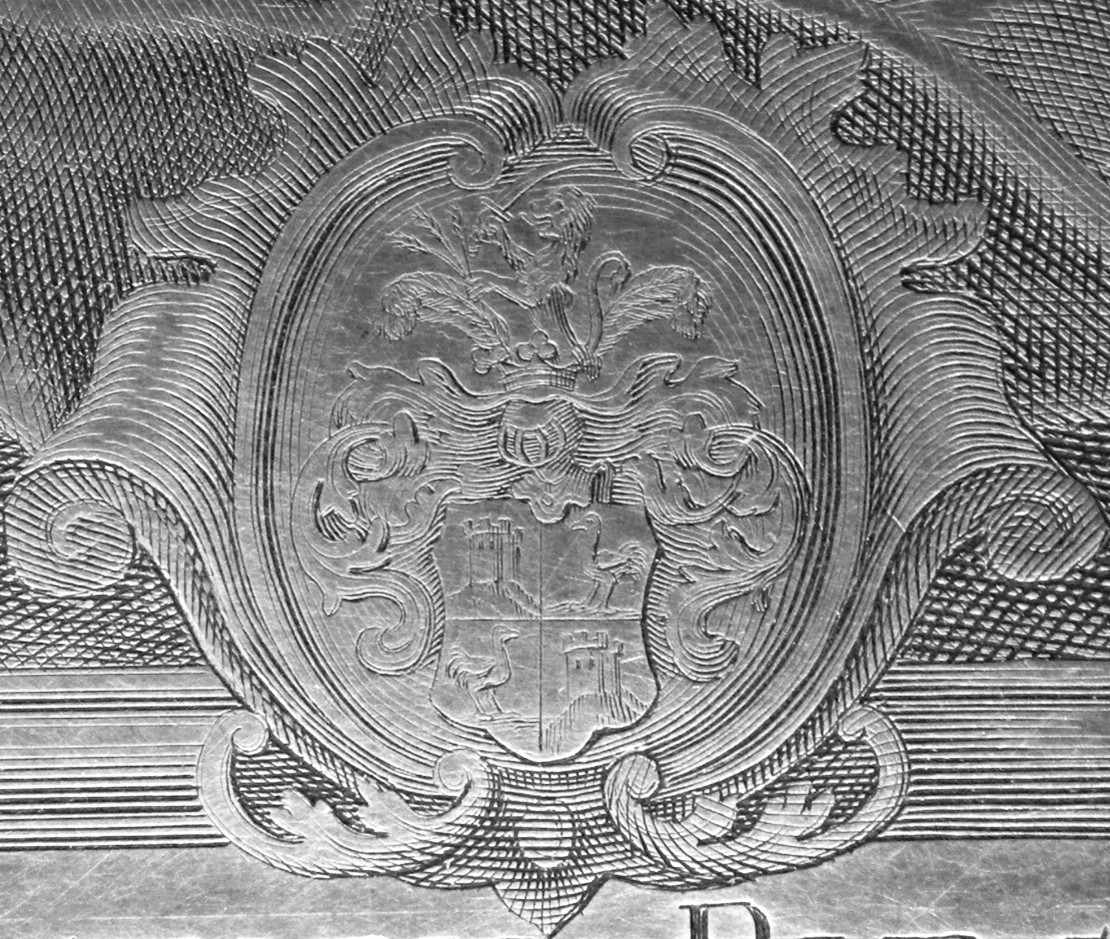
Burgstaller János Kristóf címere

Autodidakta módon sajátította el a rézmetszést, és műkedvelő grafikus is lett. 1747-ben megrajzolta Pozsony vármegye térképét. 
A neve ma elsősorban címerkönyvéről ismert, amelyet Nagy Iván is felhasznált. 1728-34 között 83 Pozsony vármegyei és pozsonyi nemesi család címerét rajzolta meg és készítette el a metszetét. A rézlapokra metszett kb. 65 x 70 mm-es címerekről próbanyomatok is készültek, és a teljes festett gyűjtemény az Országos Széchényi Könyvtárba került. Erről már a könyvtár első katalógusa (Catalogus Bibliothecae Hungaricae Francisci com. Széchényi. Tomus I. Soproni 1799) is említést tesz a következő címmel: Burgstaller, Collectio Insignium nobilium Hungariae familiarum. Decades VIII. A kinyomtatott címerek alá a magyarázó szöveget utólag írták be kézzel. 